# Euryglossina melanognatha
Euryglossina melanognatha är en biart som först beskrevs av Exley 1980.  Euryglossina melanognatha ingår i släktet Euryglossina och familjen korttungebin. Inga underarter finns listade i Catalogue of Life.

## Bildgalleri

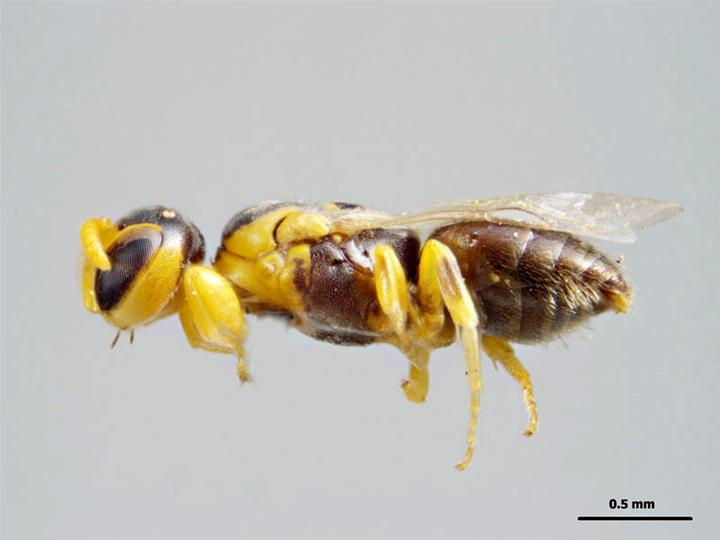